# David Butler
David Butler (San Francisco, Califòrnia, 17 de desembre de 1894 − Arcada, Califòrnia, 14 de juny de 1979) fou un guionista, actor, director i productor cinematogràfic estatunidenc.

## Biografia
Nascut a San Francisco el 1894, fill d'una actriu i un empresari teatral, va començar a treballar com a actor. El 1910, va debutar en una pel·lícula dirigida per David Wark Griffith. Entre els altres directors amb els quals va treballar, cal esmentar - a més de Griffith - John Ford, King Vidor, Tod Browning, Frank Borzage i Michael Curtiz.
Va continuar la seva carrera a l'època del cinema mut, apareixent en seixanta pel·lícules (algunes sense acreditar) fins a 1929. Des del 1927, va començar una nova carrera, la de director, i des de 1929, s'hi va dedicar exclusivament, fins a 1967, l'any en què es va jubilar. Director de gènere, va dirigir nombroses obres, entre elles algunes de les pel·lícules de la petita Shirley Temple i alguns dels èxits interpretats per Doris Day.
Butler mor a Arcadia, Califòrnia, el 14 de juny de 1979, a l'edat de 84 anys.

## Filmografia seleccionada
| - The Greatest Thing in Life (1918) - The Unpainted Woman (1919) - Better Times (1919) - The Petal on the Current (1919) - The Other Half (1919) - Bonnie Bonnie Lassie (1919) - The Sky Pilot (1921) - The Wise Kid (1922) - The Village Blacksmith (1922) - Conquering the Woman (1922) - Hoodman Blind (1923) - The Blue Eagle (1926) - Seventh Heaven (1927) - Sunny Side Up (1929) - Chasing Through Europe (1929) - High Society Blues (1930) - Just Imagine (1930) - Delicious (1931) - Business and Pleasure (1932) - Bright Eyes (1934) - Bottoms Up (1934) - The Little Colonel (1935) | - The Littlest Rebel (1935) - Captain January (1936) - Dimples (1936) - Pigskin Parade (1936) - Kentucky (1938) - That's Right You're Wrong (1939) - You'll Find Out (1940) - El recluta enamorat (1941) - Road to Morocco (1942) - Shine On, Harvest Moon (1944) - La princesa i el pirata (1944) - San Antonio (1945) - It's a Great Feeling (1949) - The Story of Seabiscuit (1949) - Tea for Two (1950) - Where's Charley? (1952) - Abril a París (1952) - Calamity Jane (1953) - El rei Ricard i els croats (1954) - The Girl He Left Behind (1956) |